# Иглесиас, Пабло
Па́бло Игле́сиас По́ссе (исп. Pablo Iglesias Posse; 18 октября 1850, Ферроль — 9 декабря 1925, Мадрид) — испанский политический деятель, основатель Испанской социалистической рабочей партии и социалистического профсоюза «Всеобщий союз трудящихся».

## Биография

### Детство и юность
Пабло Иглесиас родился в очень бедной семье муниципального рабочего Педро Иглесиаса и Хуаны Поссе. После смерти его отца в 1859 году Хуана Поссе переехала с Пабло и его младшим братом Мануэлем в Мадрид, где надеялись получить помощь родственника, брата Хуаны, работавшего в этом городе, они обнаружили, что он умер. Они поселились на чердаке, мать была вынуждена заниматься попрошайничеством.
Оба ребёнка поступили в Королевский хоспис Сан-Фернандо, школу-приют для детей из бедных семей. Там Пабло получил начальное образование и обучился профессии типографщика. В 1861 году стал участвовать в выпуске утренней газеты La Iberia. Там он также установил отношения с Аугусто Бургосом, редактором и сотрудником таких журналов, как Revista Mensual de Agricultura, El Fomento, Miscelánea или Boletín de Agricultura, Industria y Comercio. Бургос даже предлагал усыновить Пабло, но этому помешали крепкие отношения молодого человека с матерью.
На Рождество 1862 года юный Пабло сбежал навестить свою мать, что повлекло за собой суровое наказание, так как в дни выпуска журнала мальчикам, работавшим типографщиками и подмастерьями, не позволялось покидать приют. Через год, 23 мая 1863 года, он был исключен из реестра приюта. После окончания начальной школы и обучения типографии он пошел работать в типографию, чтобы поддерживать свою семью, одновременно посещая вечерние курсы французского языка за свой счет и академические лекции известных испанских интеллектуалов, таких как Франсиско Хинер де лос Риос, Мигель Эчегарай и Раймундо Фернандес Вильяверде.

### Основание партии и рабочего союза
Иглесиас подвергался преследованиям за свою деятельность в Интернационале в 1869—1875 годах. В 1870 году он был избран председателем объединения печатников, а год спустя опубликовал свою первую статью в первая статья появилась в бюллетене Solidaridad под названием «Война». Она вошла в историю не только как первый текст, опубликованный Пабло Иглесиасом, но и как одна из первых статей, критикующих идею войны и её последствия для государства и рабочего класса. В 1874 году он был избран президентом Всеобщей ассоциации полиграфического искусства.
На этой позиции он втайне от репрессивных властей занялся подготовкой к созданию новой социалистической рабочей партии. Испанская социалистическая рабочая партия была создана 2 мая 1879 года, среди её учредителей были 16 наборщиков, четыре врача, два ювелира, один камнетёс и один сапожник.
В 1885 году, покинув пост президента Всеобщей ассоциации полиграфического искусства, он получил высшую должность в Испанской типографской федерации. 12 мая 1886 года вышел первый номер основанного им журнала El Socialista. В 1888 году Иглесиас основал Всеобщий союз трудящихся и стал его председателем в 1889 году. В том же году Пабло Иглесиас принял участие в учредительном съезде Второго интернационала. 1 мая 1890 года он возглавлял первую в Испании майскую демонстрацию, требованиями которой были восьмичасовой рабочий день и отмена детского труда.
В 1905 году социалисты Пабло Иглесиас, Ларго Кабальеро и Гарсия Ормаэчеа были избраны в городской совет Мадрида. Иглесиас занимал должность советника дважды: в 1906–1910 гг. и 1914–1918 гг. В 1909 году он был задержан на восемнадцать дней в связи с событиями Трагической недели в Барселоне, подписав манифест с призывом к всеобщей забастовке.

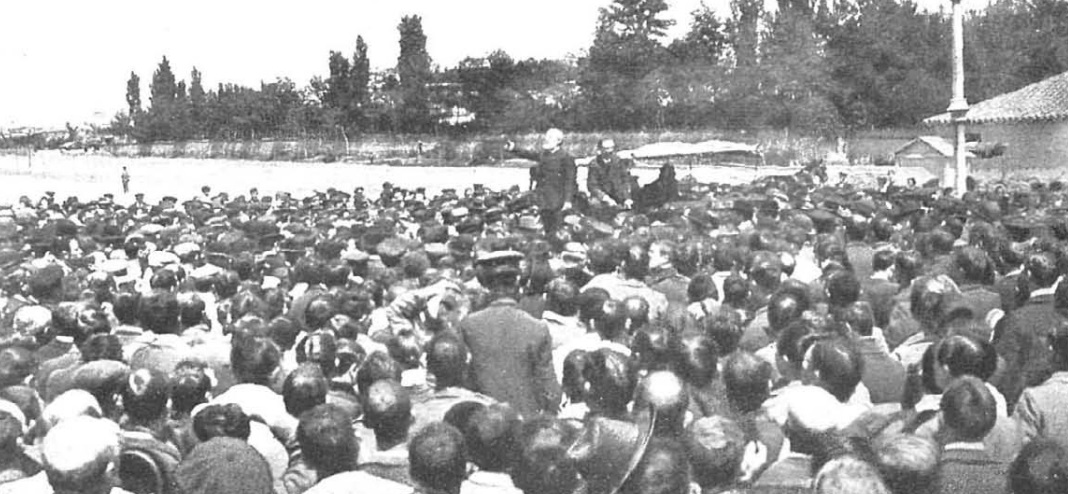
Пабло Иглесиас обращается к рабочим перед разгоном демонстрации в апреле 1905 года.

В 1910 году коалиция республиканцев и социалистов позволила Иглесиасу первым в испанской истории социалистическим депутатом Конгресса депутатов, а на следующих выборах увеличить социалистическое представительство. Ухудшение здоровья помешало ему присутствовать на многих заседаниях парламента после 1914 года, что ограничило его парламентскую карьеру. В 1923 году Иглесиас в последний раз был избран депутатом.
В 1920 и 1921 годах ИСРП пережила два раскола в пользу присоединения к Коммунистическому Интернационалу, созданному Лениным. Две отколовшиеся группы, недовольные умеренностью ИСРП, в конечном итоге основали Коммунистическую партию Испании.
16 ноября 1921 года он женился на Ампаро Мелиа Монройг, с которой поддерживал отношения почти три десятилетия и чьего сына, Хуана Алмела Мелиа, он фактически усыновил.
Он умер в Мадриде 9 декабря 1925 года. После смерти тело Пабло Иглесиаса было забальзамировано и выставлено в часовне мадридского Народного дома, его похороны собрали более 150 тысяч человек.